# 朱偉銘
朱偉銘（1985年9月25日—），為台灣的棒球選手之一，曾效力於中華職棒兄弟象隊、中信兄弟，後效力富邦悍將隊，守備位置為二壘手。

## 經歷
- 嘉義縣朴子國小少棒隊
- 嘉義縣民和國中青少棒隊
- 台南市南英商工青棒隊
- 嘉義市嘉義大學棒球隊
- 中華職棒統一二軍借將（2006年）
- 中華職棒代訓藍隊借將（2007年）
- 中華職棒兄弟象隊代訓球員（2009年－2009年10月8日）
- 台中市威達超舜棒球隊（2009年10月9日－2010年1月3日）
- 中華職棒兄弟象（2010年1月4日－2014年1月4日）
- 中華職棒中信兄弟體能教練（2014年1月5日－2018年1月）
- 中華職棒中信兄弟助理體能教練（2018年1月16日－2018年5月）
- 中華職棒中信兄弟二軍助理體能教練（2018年5月－2018年12月）
- 中華職棒富邦悍將二軍體能教練（2019年1月－2020年2月）
- 中華職棒富邦悍將一軍體能教練（2020年3月－2021年12月19日）

## 職棒生涯成績
| 年度   | 球隊   | 出賽 | 打數 | 安打 | 全壘打 | 打點 | 盜壘 | 四死 | 三振 | 壘打數 | 雙殺打 | 打擊率 |
| ------ | ------ | ---- | ---- | ---- | ------ | ---- | ---- | ---- | ---- | ------ | ------ | ------ |
| 2010年 | 兄弟象 | 68   | 156  | 35   | 0      | 11   | 2    | 5    | 32   | 41     | 4      | 0.224  |
| 2011年 | 兄弟象 | 11   | 6    | 1    | 0      | 0    | 0    | 0    | 3    | 1      | 1      | 0.167  |
| 2013年 | 兄弟象 | 3    | 2    | 0    | 0      | 0    | 0    | 0    | 1    | 0      | 0      | 0.000  |
| 合計   | 3年    | 82   | 164  | 36   | 0      | 11   | 2    | 5    | 36   | 42     | 5      | 0.220  |

## 外部連結
- 朱偉銘在台灣棒球維基館上的頁面（繁體中文）
- 球員資訊和成績在中華職棒官網（中文）